# Ōe no Chisato
Ōe no Chisato (大江千里; fl. IX-X secolo) è stato un poeta giapponese waka e studioso di confucianesimo tra la fine del IX e l'inizio del X secolo.
Il suo nome è incluso negli elenchi antologici del Chūko Sanjūrokkasen e dell'Ogura Hyakunin Isshu.

## Biografia
Le sue date esatte di nascita e morte sono sconosciute ma si pensa che visse fra l'889 e il 923. Era figlio di Ōe no Otondo (大江音人) e nipote di Ariwara no Yukihira e Ariwara no Narihira.

## Opera poetica
Studiò confucianesimo al Bureau of Education (大学寮, Daigaku-ryō) e imparò la poesia cinese. Durante il regno dell'imperatore Uda, partecipò a un concorso di waka e nell'894 dedicò una raccolta di poesie personali chiamata Ōe no Chisato-shū (大江千里集) al figlio dell'imperatore.
I suoi waka furono fortemente influenzati dal confucianesimo e dallo stile della poesia cinese, noto anche come Hakushimonshū (白氏文集). Dieci delle sue poesie furono incluse nell'antologia imperiale Kokinwakashū e quindici nelle successive antologie imperiali.
La seguente sua poesia è stata inclusa come n. 23 nell'Ogura Hyakunin Isshu di Fujiwara no Teika:
(Hyakunin Isshu  n° 23)